# Zgromadzenie Służebnic Matki Dobrego Pasterza
Zgromadzenie Służebnic Matki Dobrego Pasterza (pasterzanki) - bezhabitowe zgromadzenie zakonne założone przez bł. Honorata Koźmińskiego w 1895 r. Pasterzanki prowadzą placówki szkolno-opiekuńczo-wychowawcze w Piasecznie, opiekuńczo-wychowawcze w Białymstoku, Lublinie, Szaflarach i Dursztynie oraz przedszkola w Gdańsku, Szaflarach i Piasecznie.
Od 2009 r. pięć sióstr pasterzanek pracuje w Diecezji Bouar w Republice Środkowej Afryki. Tworzą  dwie wspólnoty: Ngaoundaye i Bouar.

## Cel
Celem Zgromadzenia Służebnic Matki Dobrego Pasterza jest pozyskiwanie dla Boga osób żyjących niezgodnie z zasadami moralności chrześcijańskiej.